# Estrella (Vorname)
Estrella ist ein spanischer weiblicher Vorname und bedeutet „Stern“ (von lateinisch: stella).

## Namensträger
- Estrella Puente (* 1928), uruguayische Leichtathletin und Tennisspielerin
- Estrella Durá Ferrandis (* 1963), spanische Psychologin und Politikerin
- Estrella Morente (* 1980), spanische Opernsängerin
- Estrella Cabeza Candela (* 1987), spanische Tennisspielerin

- Blanca Estrella de Méscoli (1915–1986), venezolanische Komponistin

## Varianten
Sehr selten ist die Variante Estrellita („Sternchen“).